# Plăiețu, Prahova
Plăiețu este un sat în comuna Măneciu din județul Prahova, Muntenia, România.
Așezarea este atestată documentar în 1548.
La sfârșitul secolului al XIX-lea avea 162 de locuitori și se afla la poalele muntelui Clăbucetul. A fost dezafectată în 1980, odată cu construirea barajului Măneciu, dar a rămas în legea organizării administrativ teritoriale ca parte a comunei.
În 2000, este sat scriptic, comuna Măneciu, cu 0 locuitori.